# قرانيا صينية
قرانيا صينية (الاسم العلمي: Cornus kousa) هي شجرة صغيرة نفضية الأوراق، يتراوح طولها 8–12 م (26–39 قدم)، تنتمي لفصيلة القرانية المزهرة، موطنه شرق آسيا، كوريا والصين واليابان.

## الأسماء
الأسماء الشائعة لها: كوسا، كوسا قرانيا، قرانيا صينية، قرانيا كورية، قرانيا يابانية.

## معرص الصور

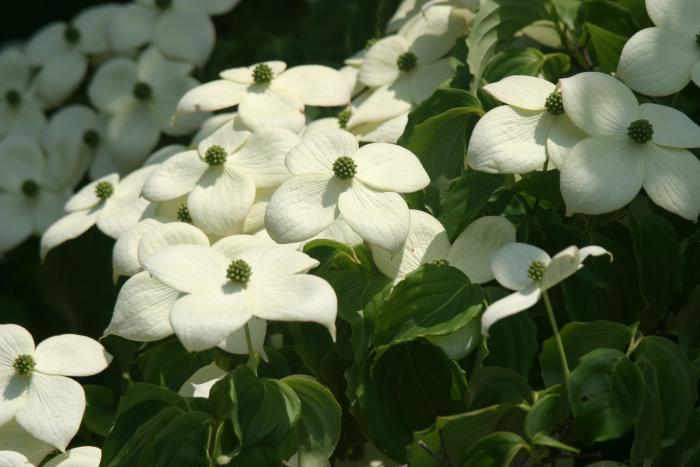
الأزهار
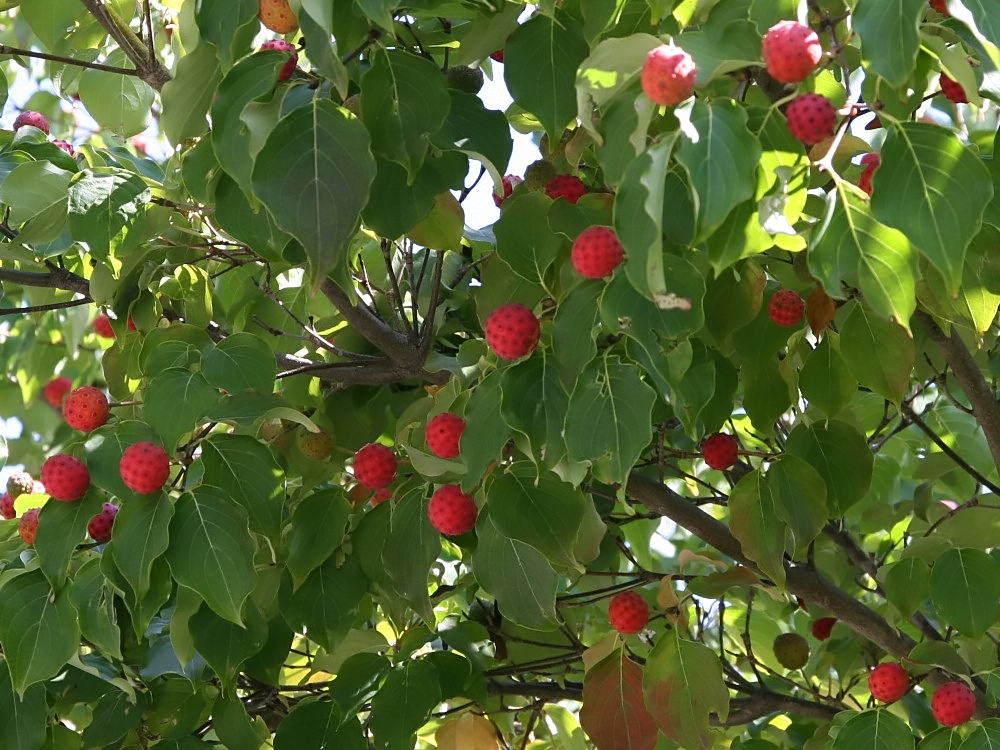
الأوراق والفاكهة
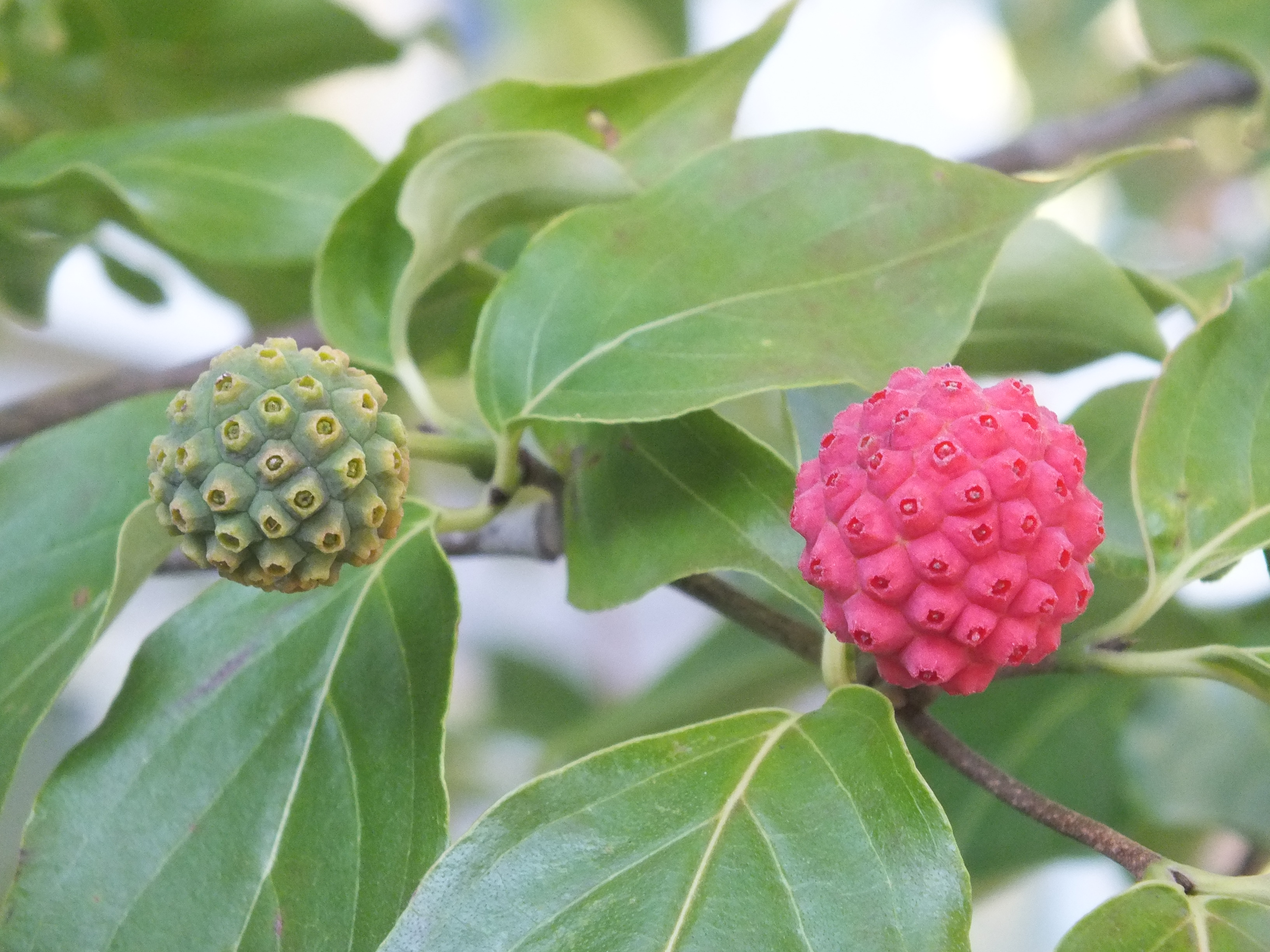
الفواكه في أواخر الصيف
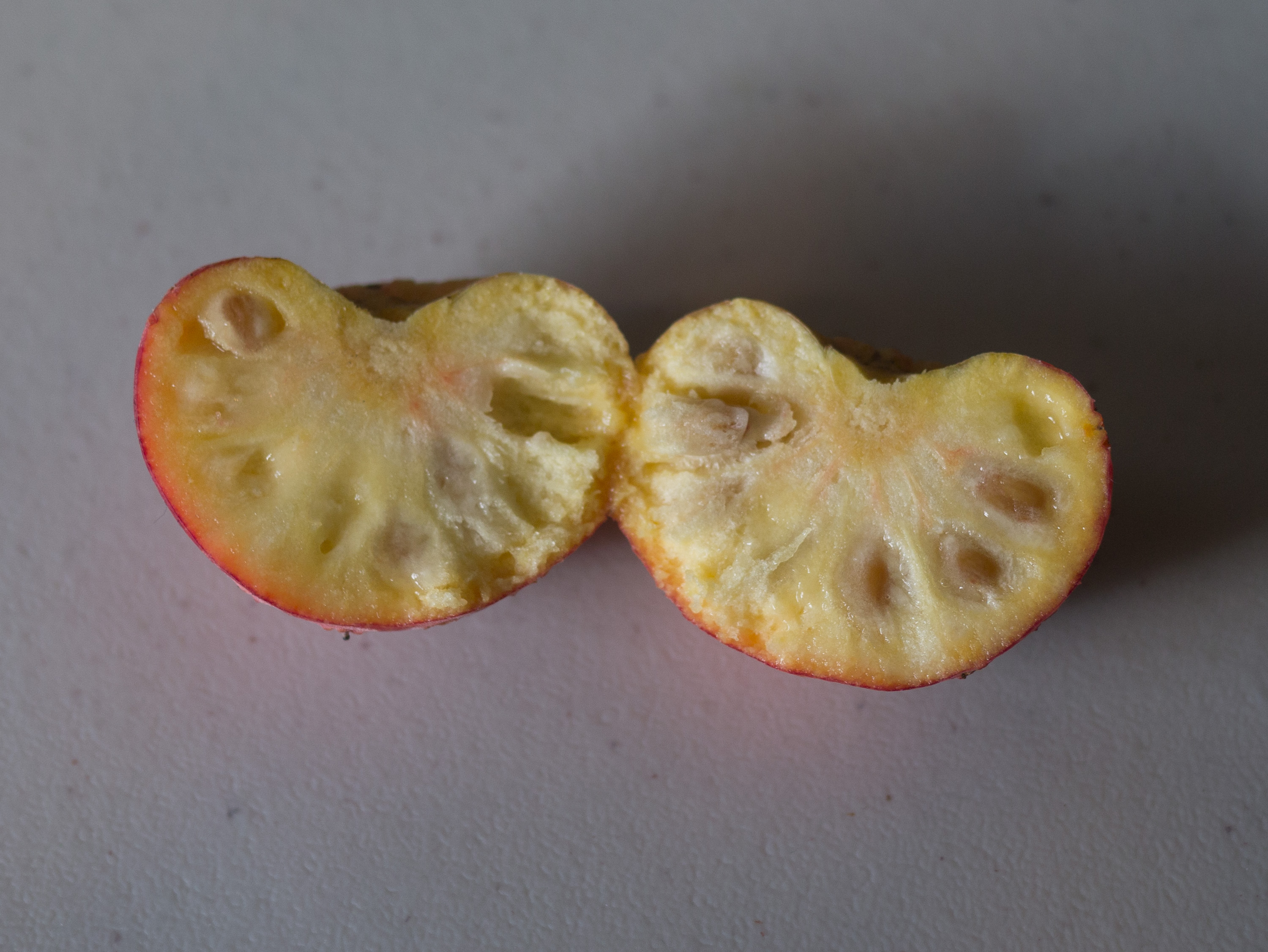
ثمرة قُطعت إلى نصفين
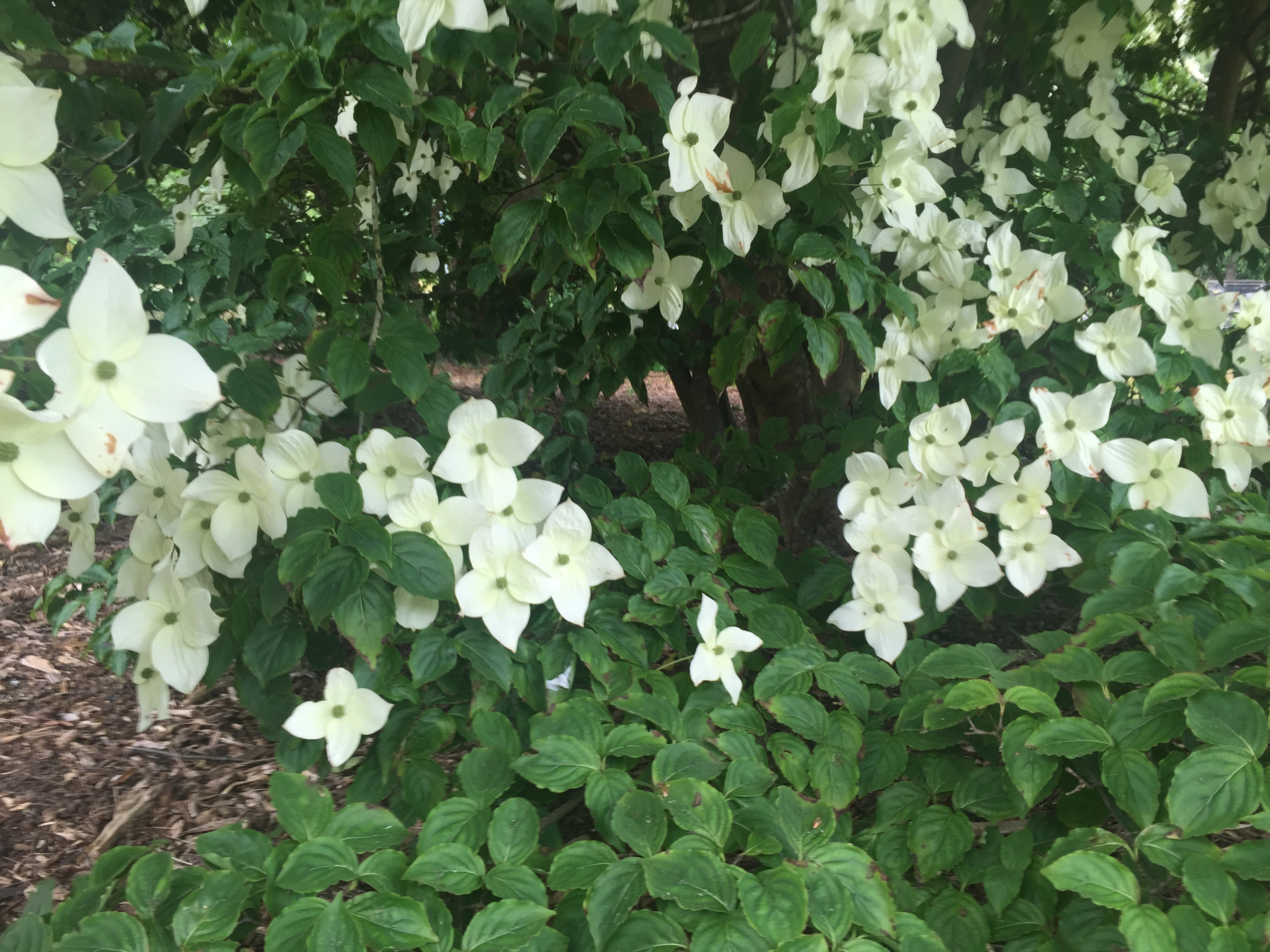
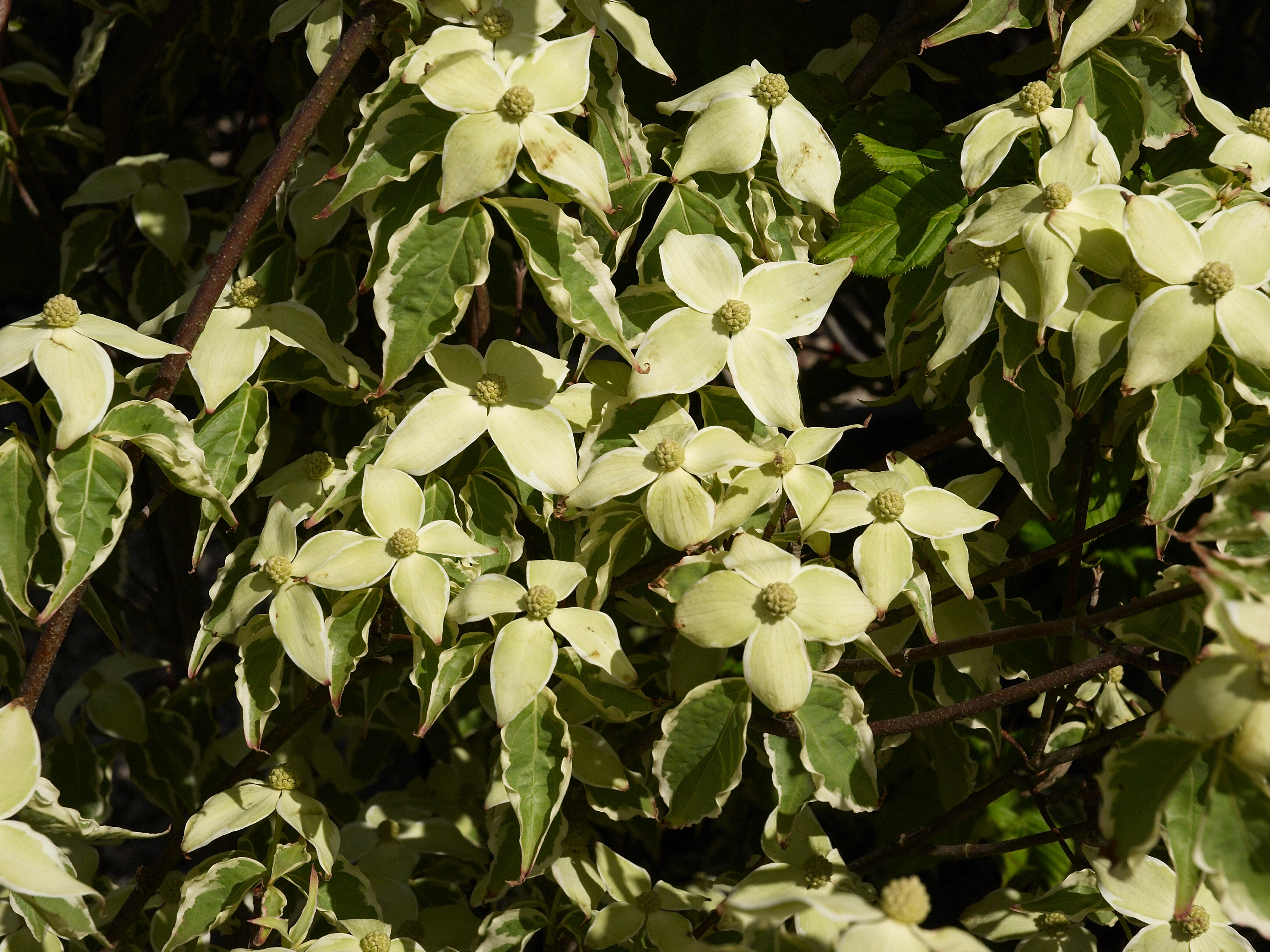
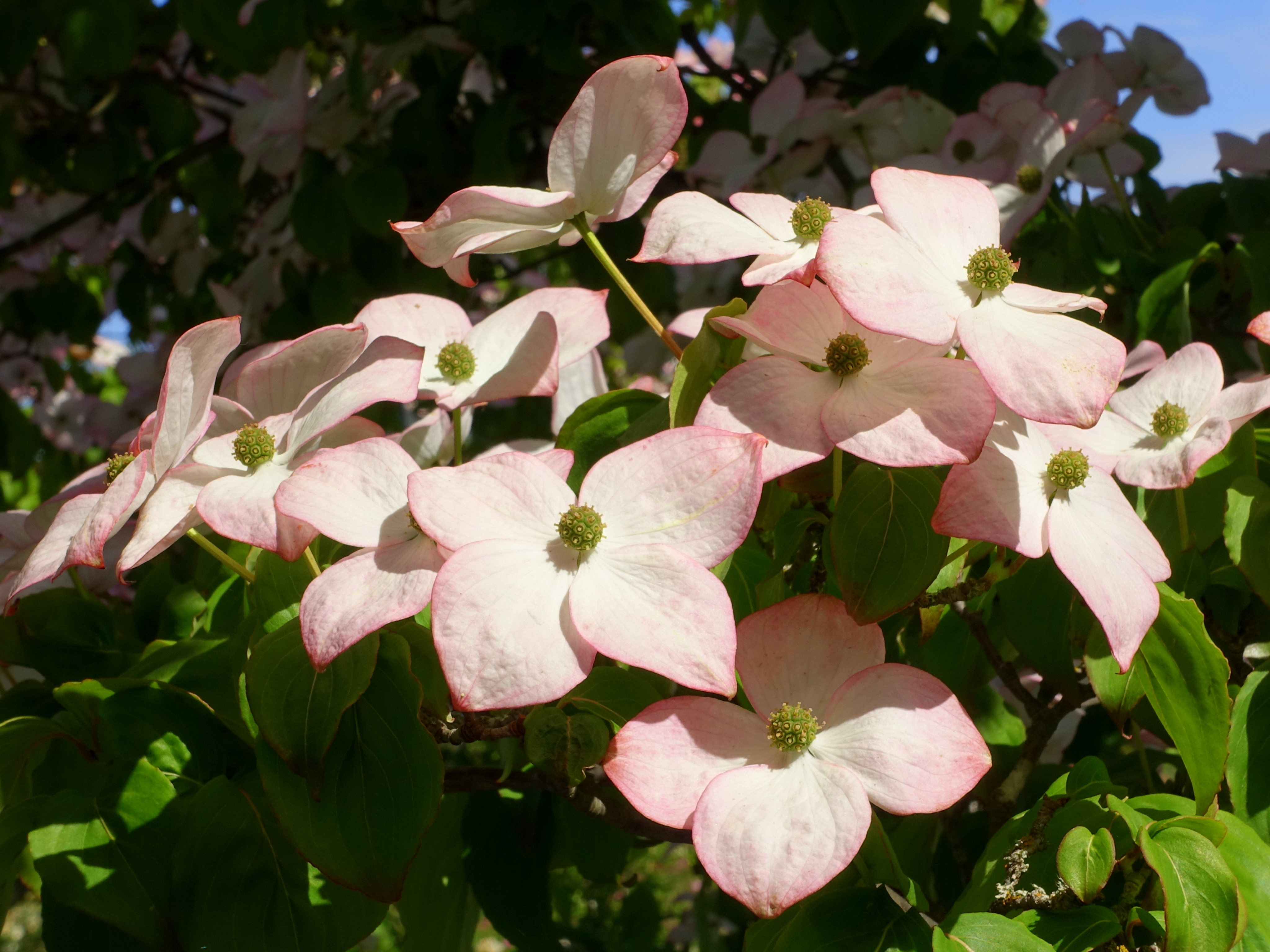